# News 2.0
News2.ru — новостной сайт, наполнение которого осуществляется интернет-сообществом. Каждый зарегистрировавшийся участник может добавить новость, изображение или видео файл (в различные категории) и проголосовать за уже опубликованные другими участниками.
В разных источниках проект упоминается как (News 2.0, News2, Новости 2, Новости 2.0, Ньюс2, N2, Н2).

## Принцип работы
Пользователи сайта сами выбирают интересные и актуальные для них темы. Самые значимые, по мнению участников новости, попадают на главную страницу.
Неинтересным, повторяющимся или носящим рекламный характер новостям участники могут понижать рейтинг, что приводит к автоматическому удалению таких «новостей».
Новости сортируются по одному из критериев. Основной критерий — рейтинг новости, он зависит от даты добавления, репутации участника, который её добавил, количества участников проголосовавших за новость в определенный период (неделя, месяц, 3 месяца), количества комментариев, количества жалоб на эту новость, а также динамики этих параметров. Пользователь также может указать один из дополнительных критериев для сортировки новостей.

## Репутация участников
Репутация участника сайта отражает его вклад в систему. Мнение участников с большой репутацией учитывается в первую очередь, таким образом их влияние на выдачу новостей наибольшее. Репутация автоматически повышается при добавлении новостей, комментариев, голосовании за новости и иных действиях участника. Пользователь может влиять на репутацию других участников, как только его собственная репутация поднимется до определенного уровня. При репутации ниже -10 баллов, аккаунт автоматически блокируется. При -50 баллах все новости и комментарии, добавленные участником, автоматически удаляются.

## Технология
В рамках Концепции web 2.0 сайт ориентирован на пользователя и при разработке использовались современные технологии Ajax Например, при голосовании за новость перезагрузка страницы не требуется. У пользователей есть возможность оставлять комментарии к анонсам новостей — при добавлении комментариев перезагрузка страницы не требуется.

## История
- 27 января 2006 — открытие;
- 21 августа 2006 — был преодолён барьер в 1000 хостов;
- 3 октября 2006 — был преодолён барьер в 2000 хостов;
- 27 января 2008 — был преодолён барьер в 7000 хостов;
- 21 февраля 2008 — запущена новая версия news2 с расширенным функционалом;